# Крістіан Кеглевіц
Крістіан Кеглевіц (нім. Christian Keglevits, нар. 29 січня 1961, Вайден-бай-Рехніц) — австрійський футболіст, що грав на позиції нападника. По завершенні ігрової кар'єри — тренер.
Виступав, зокрема, за «Рапід» (Відень), з якою став дворазовим чемпіоном Австрії та дворазовим володарем Кубка Австрії, а також національну збірну Австрії, у складі якої був учасником чемпіонату світу 1990 року.

## Клубна кар'єра
У дорослому футболі дебютував 1976 року виступами за команду «Айзенштадт», в якій провів три сезонів, взявши участь у 48 матчах другого дивізіону чемпіонату Австрії.
1979 року перейшов у столичний «Рапід» і у дебютному сезоні завоював місце в основній команді віденців, де його партнерами по атаці були Ганс Кранкль та Анатолій Зінченко. 1982 року футболіст виграв свій перший чемпіонат Австрії, а наступного оформив зі своїм клубом «золотий дубль» (чемпіонат і кубок), В сезоні 1983/84 років втратив місце в основі, але завоював свій останній національний кубок. Загалом провів у віденській команді п'ять сезонів, взявши участь у 143 матчах Бундесліги.
1984 року Кеглевіц перейшов в іншу столичну команду «Вінер Шпорт-Клуб», але в першому ж сезоні вилетів з нею з вищого дивізіону. Там, посівши 2 місце, допоміг команді одразу повернутись до «еліти», після чого з клубом у Бундеслізі ще 3 роки.
1989 року Крістіан повернувся до «Рапіда» (Відень), провівши там ще два роки, а у сезоні 1991/92 грав за Аустрію (Зальцбург), ставши з нею віце-чемпіоном Австрії. У 31 матчі він забив 11 голів у чемпіонаті і разом з Николою Юрчевичем був найкращим бомбардиром клубу.
У сезоні 1992/93 Кеглевіц виступав ЛАСК (Лінц), а завершив ігрову кар'єру у команді «Вінер Шпорт-Клуб» у 1994 році.

## Виступи за збірну
8 жовтня 1980 року дебютував в офіційних матчах у складі національної збірної Австрії у товариському матчі проти Угорщини (3:1), у якому забив два м'ячі.
У складі збірної був у заявці на чемпіонат світу 1990 року в Італії, але на поле так і не вийшов, а австрійці не змогли вийти з групи.
Загалом протягом кар'єри у національній команді провів у її формі 18 матчів, забивши 3 голи.

## Кар'єра тренера
Після закінчення кар'єри футболіста Кеглевіц став тренером. Першим клубом у тренерській кар'єрі Крістіана став аматорський клуб «Герасдорф», після чого він очолював «Флорідсдорфер».
У 2000 році Кеглевіц став помічником головного тренера клубу ГАК (Грац) Вернера Грегорича. У 2001 році після звільнення Грегорича Кеглевіц став виконувачем обов'язків головного тренера команди до призначення нового головного тренера Тейса Лібрегтса, а в 2002 році, після звільнення нідерландця, Крістіан сам недовго займав цю посаду на повноцінній основі.
Надалі очолював невеликі клуби «Штоккерау» та «Гайцендорф», а з 2011 по 2012 роки обіймав посаду координатора по роботі з молоддю у клубі «Вінер Вікторія».

## Титули і досягнення
- Чемпіон Австрії (2):

«Рапід» (Відень): 1981/82, 1982/83
- Володар Кубка Австрії (3):

«Рапід» (Відень): 1982/83, 1983/84